# Нефтяник (футбольный клуб, Омск)
«Нефтя́ник» — российский футбольный клуб из Омска. Основан в 1955 году. В 1967—1969 годах выступал в соревнованиях команд мастеров в классе «Б». Неоднократный чемпион Омской области и города Омска.

## Инфраструктура
Домашняя арена клуба — «Сибирский нефтяник» вместимостью 3000 человек.
Также на территории Бюджетного учреждения Омской области «Спортивный комплекс Сибирский нефтяник» расположены манеж (где проводит свои игры баскетбольный клуб «Нефтяник»), бассейн «Коралл» и легкоатлетический манеж.

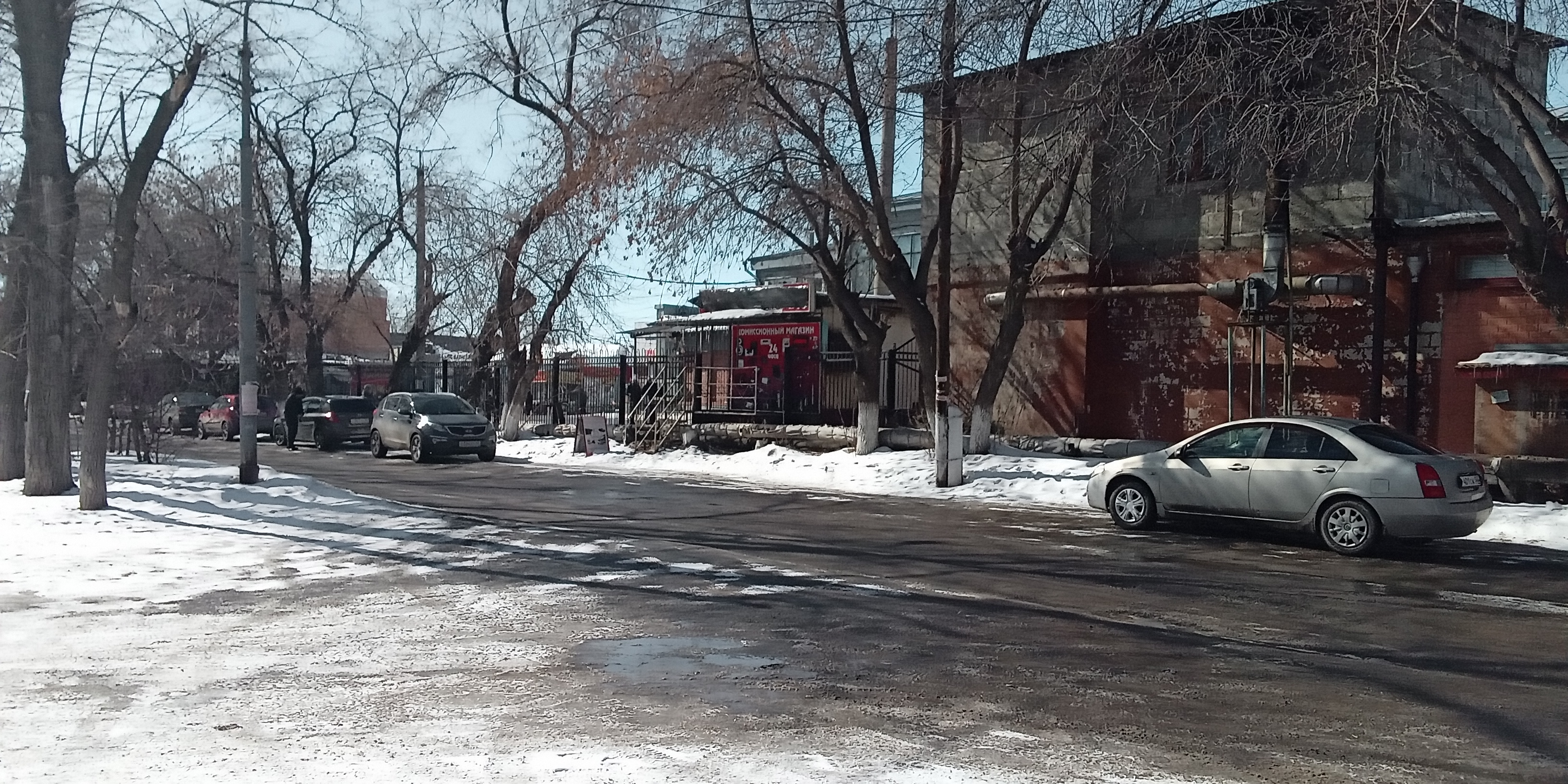
Омск, район Нефтяников, в честь которого был назвал клуб

### Прежние названия
- 1955—1964 — «Нефтезавод»
- 1965—1983 — «Сибирский нефтяник»
- с 1984—н.в. — «Нефтяник»

### История команды
С 1967 по 1969 год команда была в числе участников первенства СССР, класс «Б». Лучший результат — шестое место в зональном турнире (1968).
Первенство РСФСР среди КФК (1958, 1959, 1988, 1991) — третье место в зональном турнире (1958).
Кубок РСФСР среди КФК (1978, 1979, 1989) — зональные турниры.

## Достижения
В чемпионате города «Нефтяник» выступает с 1955 года. Является самым титулованным клубом Омской области (городские соревнования).
Чемпионат Омской области
- Чемпион (10): 1970, 1971, 1972, 1985, 1987, 1988, 1990, 1993, 1994, 1995, 2015
- Серебряный призёр (3): 1986, 1991, 1996
- Бронзовый призёр (2): 1982, 1984
- Обладатель Кубка области (5): 1959, 1971, 1977, 1979, 1988

Чемпионат Омска
- Чемпион (16): 1960, 1968, 1970, 1972, 1976, 1978, 1979, 1985, 1986, 1988, 1991, 1993, 1997, 1999, 2000, 2004—2008
- Серебряный призёр (14): 1958, 1965, 1969, 1971, 1973, 1975, 1977, 1982, 1984, 1987, 1989, 1994, 1998, 2003
- Бронзовый призёр (7): 1962, 1963, 1974, 1990, 1995, 1996, 2001
- Обладатель Кубка Омска (3): 1959, 1971, 2004
- «Нефтяник» неоднократно побеждал в розыгрыше областного совета ДСО «Труд», 9 раз — в турнире на приз газеты «Омская правда», 6 раз — в блицтурнире «Приз закрытия сезона» и однажды — в ОШИ (2010)